# Nordvestpassagen
Nordvestpassagen er en passage over vand imellem Atlanterhavet og Stillehavet langs Nordamerikas nordlige kyst, altså langs Canada og Alaska, som man allerede i 1400-tallet begyndte at lede efter. Passagen ligger nordvest for Europa, deraf navnet.
I 1903–1906 blev den arktiske opdagelsesrejsende, nordmanden Roald Amundsen, den første, der sejlede igennem Nordvestpassagen. Passagen er dog på grund af is i farvandene ikke brugbar som sikker sejlrute.
I stedet for Nordvestpassagen blev Panamakanalen anlagt i 1913 som en søvej fra Atlanterhavet til Stillehavet.

## Historie

### Baggrund
Søgningen efter Nordvestpassagen havde sin oprindelse i ønsket om at finde en anden og kortere søvej til Sydøstasien end vejen syd om Afrika. Opdagelsen af Amerika var på sin vis en ubehagelig overraskelse i disse bestræbelser, og man søgte derfor at finde en vej nord om dette landområde. De ekspeditioner, der i denne henseende blev udsendte, skulle med tiden dels bidrage til at udvide kundskaben om den nye verdens udbredelse, dels fremme pelsfangervirksomheden, dels bidrage til fremme af koloniseringen fra Europa af det nye land.
Allerede i slutningen af 1400-tallet udsendtes de første ekspeditioner, som skulle få forbindelse med Amerika mod nordvest:
- i 1474 opdagede João Vaz Corte-Real fra Portugal den amerikanske kyst, muligvis Newfoundland.[2]
- i 1497 fandt italieneren Giovanni Cabotto John Cabot i engelsk tjeneste Labrador, som han dog troede var Asiens kyst.[2]

John Cabbots søn Sebastian Cabotto trængte næste år endnu længere mod nord til Labrador. I årene 1500–1503 foretog de portugisiske brødre Cortoreale flere rejser mod nordvest, stadig for at finde en nordlig gennemfart til Kina. Flere andre portugisiske ekspeditioner forliste i disse egne. Spanierne sendte ligeledes adskillige ekspeditioner mod nordvest med samme formål. Også franskmændene deltog fra 1524. I 1534 sendte den franske konge Frans 1. Jacques Cartier af sted for at søge efter guld og en vej til Orienten. Han omsejlede Newfoundland og trængte ind i Saint Lawrence-floden, hvor franske nybyggere snart nedsatte sig i landet, der fik Navnet Canada. I 1539 sendte Hernán Cortés en ekspedition under ledelse af Francisco de Ulloa, som skulle sejle langs Baja California for at finde passagen. Da det havde vist sig meget vanskeligt at finde den søgte nordvestlige gennemfart, prøvede man tillige vejen nord om Asien, hvorved spørgsmålet om Nordøstpassagen kom op, navnlig efter forslag af Sebastian Cabotto. Men samtidigt begyndte man atter at udnytte de nordlige haves rigdomme på især fisk og hvaler. Banebrydere i søgningen efter Nordvestpassagen var Frobisher, Davis, Hudson og Baffin. Det meste af, hvad man frem til begyndelsen af det 19. århundrede vidste om det nordlige Amerika, skyldtes dem.

### Frobishers ekspeditioner 1576–1578
I 1576 rejste Martin Frobisher fra England med 3 skibe mod nordvest for at føre Cabot’s opdagelser videre, fandt den efter ham benævnede bugt og det såkaldte Meta Incognita eller landet nord for Hudson-strædet. Han hjembragte nogle glinsende sten, som antoges for guld, hvorfor han i 1577 atter sendtes samme sted hen med 3 skibe. Han havde imidlertid kun uheld på denne tur og sendtes på ny ud i 1578, denne gang med 15 skibe og en mængde håndværkere for at anlægge en koloni og hjemføre guld i mængde. Det formodede guld var imidlertid kun svovlkis og værdiløst, og togterne gav derfor intet udbytte.

### Davis ekspeditioner 1585–1587
London-købmændene brændte dog fortsat af begærlighed efter at finde Nordvestpassagen. I 1585 udsendtes den engelske opdagelsesrejsende John Davis. Han nåede Grønlands sydvestlige kyst og kom i berøring med eskimoerne, sejlede et stykke op i Davis-Strædet og vendte der efter hjem. Næste år udsendtes han på ny og nåede den 8. august frem til Cumberland Sound på Baffin Island ved 66° 40′ n. br. vestkysten af Baffinbugten og havde ved Labrador samkvem med eskimoerne der. Endelig i 1587 foretog han en sidste rejse med 4 skibe for at gøre opdagelser og samtidig drive sæl- og hvalfangst. Han nåede 72° 12′ n. br., sejlede langs Baffins-Land og opdagede flere bugte men stadig uden at finde Hudson-strædet. Efter dette begyndte interessen for polarfarterne, der hidtil havde været resultatløse, af kølne.

### Halls ekspeditioner 1605–1607 og Jens Munks rejse 1619–1620
Davis’ besøg i Grønland bevægede imidlertid Christian 4. til at forny de forsøg, der havde været gjort for at finde de tabte kolonier Østerbygden og Vesterbygden. I 1605 lykkedes det de danske under den engelske lods James Halls vejledning at komme i land på Grønlands vestkyst, hvor de dog ikke fandt spor af nordboerne.
Få år senere blev Jens Munk udsendt af Christian 4. med 2 skibe. Munk overvintrede (1619–1620) ved Churchill-flodens munding og vendte selvanden hjem fra sin ulykkelige, men berømmelige rejse.

### Hudsons ekspeditioner og deres følger
Samtidig var Hudson-strædet blevet udforsket af Georg Waymouth i 1602. Opdagelsen af den store Hudson bugt var forbeholdt Henry Hudson, der i 1607 havde gjort et forsøg ved Grønlands østkyst på at nå over Nordpolen til Kina. Efter 1609 atter at have været på togt i Ishavet gav han sig i kast med Nordvestpassagen. I 1610 sejlede han ud på et elendigt skib og med en besætning af yderst sammensat art, stævnede gennem Hudson-strædet og ind over »et vældigt hav uden grænser«, det var Hudson-bugten. Opdagelsen af denne bragte forventningerne om her at finde søvejen til Asien til at blusse op. I de kommende år udsendtes flere ekspeditioner under Thomas Button, Ingram, Thomas James, Poole, Gibbons og andre. Særlig skal nævnes Baffin’s og Bylot’s rejse, som foranstaltedes af "Det moskovitiske Selskab" (1615–16). Han omsejlede Hudson-Bugten og gjorde opdagelser i den efter Baffin, datidens første videnskabelige navigator, opkaldte store bugt. Der nåedes omtrent 77° 30′ n. br. ved indløbet til Smith Sund.

### Ekspeditionerne tynder ud, pelshandelen vokser
Siden fulgte flere mindre opdagelsesrejser i og ved Hudsonbugten med det mål at finde Nordvestpassagen, således af Luke Foxe og Thomas James, men allerede før midten af 17. århundrede kom der en standsning i disse farter, da man var blevet klar over, hvor svær og upraktisk Nordvestpassagen ville være. Derimod var man i England og Frankrig blevet klar over, at man fra Nordamerika kunne hente store indtægter hjem gennem pelshandelen. Efter hårdnakkede kampe sejrede englænderne, og Hudson-Bay-kompagniet organiserede sig for at udnytte pelshandelen. Selskabet udsendte landekspeditioner til de fjerneste egne af ishavskysterne. Samuel Hearne nåede 1771 på sin 3. rejse Kobbermine-flodens udløb i Ishavet, Alexander Mackenzie opdagede den flod, der bærer hans navn, i 1780 og fulgte den, til han på 69° 14′ så hvaler boltre sig i det åbne polarhav. 1770 toges Labrador i besiddelse af den engelske krone, der overlod landet til et selskab for evangeliets udbredelse.

### Ekspeditioner fra Beringsstrædet
Sideløbende med forsøgene på at finde passagen fra europæisk side skete også lignende tiltag fra asiatisk side. I 1648 opdagede kosakken Deshnew imidlertid Beringstrædet, som danskeren Vitus Bering sejlede gennem i 1728. Han nåede også på sin sidste rejse i 1741 Alaskas kyst. I 1778 sejlede Cook gennem Beringstrædet langs Amerikas nordkyst til Iskap (70° 29′ n. br., 198° 20′ v. l.). Alaska, der var opdaget af russeren Gvosdow (1730), blev fra 1730 regelmæssig besøgt, og der oprettedes snart et russisk kompagni til udnytten af pelshandelen og fangsten af pelssæler. Krigene i begyndelsen af det 19. århundrede bevirkede et ophold i farterne ved Ishavet, men straks efter begyndte de igen. Russeren Kotzebue gik i 1816 gennem Beringstrædet for at finde Nordvestpassagen, opdagede det sund, der bærer hans navn, men nåede ikke engang Iskap.
Englænderne blev nu urolige for, at russerne skulle komme dem i forkøbet med Nordvestpassagens opdagelse, og da verdensfreden efter 1815 tillod nationerne at anvende deres kræfter på opdagelser, oprandt også for polarforskningen en ny æra. Sekretæren for det britiske admiralitet John Barrow var drivkraften bag disse bestræbelser, og Nordvestpassagens opdagelse blev gjort til hovedmålet. Regeringen fornyede en 1743 udsat belønning på 20.000 £ til den, der opdagede den. Dermed indtrådte et afgørende vendepunkt i de arktiske opdagelsers historie.

### Ekspeditioner i 1800-tallets første del
Kaptajn sir John Ross (den ældre Ross) af den engelske marine åbnede rækken af det 19. århundredes forskningsrejser i polarhavet. 1818 sejlede han med "Isabella" og "Alexander" op gennem Baffinbugten efter som så mange senere ekspeditioner til disse egne at have anløbet dansk Grønland. Han fik på 75° 54′ n. br. ved indløbet til Smith Sund forbindelse med eskimoer, som aldrig før havde set hvide mænd, og som senere skulle blive godt kendte af mange senere polarforskere, hvem de på mangfoldige måder har hjulpet til at udføre deres hverv. Ross gik nu syd på langs Baffinbugtens vestside, stod ind gennem Lancaster-sundet, men vendte snart om, da han mente at have set landet lukke sig, hvilket var urigtigt. Ved hjemkomsten udtalte hans næstkommanderende Edward Parry sin afvigende mening herom. Efter en vældig strid i bladene gav regeringen sidstnævnte befalingen over to skibe, "Hecla" og "Griper", og til Parry’s store glæde og stolthed kunne han i 1819 vise, at Ross havde haft uret. Lancaster-Sundet fortsatte sig mod vest og syd. Det var et meget gunstigt isår, og Parry sejlede videre mod vest gennem Barrowstrædet til Melville-øen, hvor han overvintrede på 74° 47′ n. br. og 110° 48′ v. l. Han og hans folk var de første rejsende, som nogen sinde havde prøvet på at fjerne sig et længere stykke fra skibene. Det var begyndelsen til de senere tiders slæderejser, ved hvilke der er blevet udført så langt mere end ved at sejle. Parry udforskede Melville-øen og omegnen, opdagede det store Banks Land mod syd og sejlede uhindret hjem næste år. Hans ekspedition var den resultatrigeste af de til dette tidspunkt udførte arktiske rejser. Nordvestpassagen var dog ikke fundet, og Parry mente, den måtte søges i sydligere og varmere strøg.
Samtidig med, at John Franklin, Richardson og Back foretog en landekspedition fra Kobbermine-floden langs den amerikanske ishavskyst i 1819–1822 mod vest til "Point Turn again", foretog Parry, ledsaget af Lyon, sin anden rejse med "Fury" og "Hecla" i årene 1821–1823 og en tredje i årene 1824–1825 med de samme skibe til Hudson-strædet og egnene der omkring, men uden held. Isen spærrede ham vejen mod vest, og "Fury" måtte efterlades. Atter denne gang opererede en landekspedition under Franklin, Richardson og Back samtidig (1825–1827). Mens Franklin nåede mod vest til "Return Reef" (på 70° 26′ n. br. og 148° 62′ v. l. f. Grw.), gik Richardson til Kobbermine-flodens munding i øst. Beechey gik samtidig med skib fra vest gennem Beringstrædet til 156° 21 1/2′ v. l. Nu var der kun 260 km mellem de af ham og Franklin nåede punkter. Parry forsøgte nu 1827 at nå frem fra Spitsbergen mod Nordpolen på en slæderejse. Han nåede den højeste hidtidige bredde, 82° 45′, men isen drev mod syd, og videre fremtrængen opgaves.
Det fremgik af de hidtidige opdagelsesrejser, at Nordvestpassagen var ubrugelig som praktisk gennemfart. Det engelske parlament tilbagekaldte derfor 1826 den udsatte belønning for opdagelsen. Imidlertid søgte John Ross at genoprette sit gode navn og rygte på en privat ekspedition, udrustet af sir Felix Booth (1829–33). For første gang benyttedes en damper "Victory". Den magnetiske nordpol fandtes på 70° 30′ n. br., 97° 40′ v. l. af nevøen James Clark Ross (den yngre Ross), men "Victory" efterlodes ved Boothia-Felix-halvøen, og mandskabet reddede sig i både efter at have tilbragt 3 vintre i isen.
Landekspeditioner under Back (1833–1835), Dease og Simpson (1837–1839) udforskede de resterende nordamerikanske kystegne lige fra Kap Barrow i vest til Kap Britannia i øst (95° 4l′ 30″ v. l. f. Grw.). Kong Williams Land besøgtes.

### Franklin-ekspeditionen og de afledte redningsekspeditioner
Nu var der en halv snes år standsning i polarfarterne. Det var stille før stormen. Kun hvalfangerne færdedes dristig i disse egne, så langt nord på det var muligt for isen. Det lykkedes imidlertid den gamle sir John Barrow at formå den engelske regering til at genoptage de arktiske forskninger. Dampskibene "Erebus" og "Terror" udsendtes under den nu 60-årige sir John Franklin, der selv kommanderede "Erebus", mens Crozier førte "Terror".
Da man i slutningen af 1847 ikke havde hørt fra Franklin, udsatte den engelske regering en belønning af 20.000 £ til den, der frelste Franklin-ekspeditionen, og halvdelen til den, der gav sikker efterretning om dens skæbne. Hertil føjede lady Franklin yderligere 3.000. Ved privat og offentlig initiativ sendtes nu i løbet af de kommende halve snes år en mængde ekspeditioner ud med den opgave at finde de savnede. England udsendte 1848 3 ekspeditioner: Moore og Kellett igennem Beringstrædet, den gamle Ross og Bird gennem Barrows-strædet, mens Richardson og Rae gik over land, for i både at afsøge ishavskysterne. Ingen af disse ekspeditioner fandt imidlertid spor af Franklin og hans mænd. Nu blev der gjort større anstrengelser: ikke færre end 14 skibe udsendtes 1850. Collinson og Mac Clure gik gennem Beringstrædet, Penny og Stewart gennem Wellington-kanalen, Austin, Ommaney, Osborn og Cator samt de Haven og Griffin (den amerikanske Grinnel-ekspedition), endvidere John Ross og Phillips gennem Barrows-strædet, Forsyth til Prins-Regentens indløb, og Pullen over land. Der var truffet omfattende forholdsregler for at give de savnede meddelelse om, at hjælpen kom, og at bane sig vej til dem. Der udkastedes flasker og kobbercylindre med depecher, der anbragtes meddelelser om halsen af ræve, der var blevet indfangede, og som man slap løs, der rejstes signalstænger og så videre. Enkelte af skibene vendte allerede tilbage 1851, samtidig blev Rae udsendt over land og Kennedy med skib til Prins-Regentens indløb. Året efter sejlede Belcher og Osborn til Wellington-kanalen, Pullen til Beechey-øen, Inglefield til Smith Sund og Jones Sund, Kellett og Mac Clintock til Melville-øen, hvor de kom i forbindelse med Mac Clure, der kom fra vest. – Nordvestpassagen var således fundet, om ikke gennemsejlet, af eet og samme skib. Mac Clure havde nemlig 1850 gennem Beringstrædet nået Banks Land, hvor efter han overvintrede i Prinsen af Wales-strædet for at trænge videre frem, men isforholdene tvang ham til siden at overvintre i Mercy Bay (74° n. br., 118′ v. l. f. Grw.) på Banks Land. Her måtte han 1853 forlade sit skib, "Investigator", vandrede over isen til Melville-øen til Kellett’s skibe og fuldendte således Nordvestpassagen. Også Kellett’s skibe blev 1854 forladte, og nu gik ekspeditionernes mandskaber med slæder til Beechey-øen, hvor Mac Clure’s og Kellett’s mandskab forenede sig med Belcher’s og Osborn’s, der havde forladt deres skibe i Wellington-kanalen efter ordre af Belcher, der havde overbefalingen over eskadren. Alt mandskabet vendte nu hjem på to fra England indtrufne skibe. De øvrige ekspeditioner var allerede vendt hjem. Øgrupperne nord for Amerika var blevet udforskede, undtagen netop den lille plet, Kong Williams Land, hvor de savnede var forulykkede.
Den engelske regering mente at have gjort nok for at opklare deres skæbne og erklærede 31. marts 1854, at nu måtte man anse dem for døde; kun Lady Franklin opgav ikke håbet. Amerikanerne Grinnell og Peabody havde imidlertid 1853 udsendt dr. Kane til Smith Sund, hvor han overvintrede i Rensselaerbai (78° 37′ n. br.), og hvor han 1855 forlod sit skib. Dog havde man på slæderejser udforsket Kane-bassinet og kysterne til 80° 10′ n. br. Da Rae, under sin for Hudson-Bay-kompagniet foretagne opmåling af Boothia-Golfen, havde fået efterretning fra eskimoerne, som gjorde det uomtvisteligt, at Franklin-ekspeditionen måtte være gået under i dette strøg, udsendtes Anderson og Stewart 1855 til mundingen af den store Fiskeflod, hvor de konstaterede rigtigheden deraf. Nu udrustede Lady Franklin og hendes venner den lille damper "Fox" under kommando af Mac Clintock. Han sejlede ud 1857, men blev indestængt i isen i Baffinbugten, hvor han drev om med "Fox" til næste sommer, da han gik ind i Lancaster Sund gennem Prins-Regentens indløb og overvintrede i Bellot-strædet. På de i foråret 1859 foretagne slæderejser, på hvilke danskeren fra Grønland Carl Petersen var med, udforskede Mac Clintock og Hobson Kong Williams Lands kyster, hvor de endelig fandt skrevne beretninger og andre vidnesbyrd om den skæbne, der havde ramt besætningerne fra "Erebus" og "Terror".
Endnu et par gange foretog amerikanerne C. F. Hall i begyndelsen af 1860’erne og Schwatka, der ledsagedes af oberst Gilder over land fra Hudson-bugten, en afsøgning af Kong Williams Land ved sommertid, hvorved der fandtes endnu en del efterladenskaber (1878–80). Dermed måtte Franklin-eftersøgnings-ekspeditionerne betragtes som afsluttede. De næste ekspeditioner havde andre formål.

### Fram-ekspeditionen 1898-1902
Den anden norske Fram-ekspedition under Otto Sverdrup (1898–1902), som gik op gennem Smith Sund, vendte sig i sine undersøgelser mod vest og bidrog mægtigt til udforskningen af polarområdet mellem vestsiden af Ellesmere Land (som kaldes »Kong Oskars Land«) og det af Parry med flere besøgte arkipelag nordøst for Melville ø; her opdagedes flere øer, så som »Ellef Ringnes Land« og »Amund Ringnes Land«, og nærmest Ellesmere Land den store ø »Axel Heibergs Land«.

### Gjøa-ekspeditionen
Norge havde gentagne gange ydet en stor indsats i polarforskningens brydsomme forehavende, men det blev ikke derved. Allerede året efter "Fram"s hjemkomst fra den anden norske polarekspedition udgik der fra dette land en ny ekspedition, som vel var lille, men som hjembragte et stort resultat – Nordvestpassagens gennemsejling – hvilken så overmåde mange og store ekspeditioner forgæves havde søgt af nå. Kaptajn Roald Amundsen havde deltaget i den belgiske sydpolarekspedition, og 1901 været i Nordøstgrønland. Hans plan var nu med en lille ishavsjagt "Gjøa", der kun havde en besætning af 6 mand, blandt hvilke den danske søofficer, premierløjtnant Godfred Hansen, var næstkommanderende, at søge at nå den magnetiske nordpol på Boothia-halvøen for der at foretage magnetiske observationer, ved hvilke dens beliggenhed nøje kunne angives. Siden, den yngre Ross havde været der 1830–1831, var sådanne ikke blevne foretagne. "Gjøa" havde ingen dampmaskine, og for første gang inden for de arktiske områder blev nu en petroleumsmotor anvendt som hjælpemaskine. "Gjøa"s lidenhed – skibet var 22 m langt – mente Amundsen ville netop lette farten gennem de smalle sunde, hvor så mange store skibe var blevne stikkende. I juni måned 1903 afsejlede ekspeditionen. Først anløb den Dalrymple Rock nord for Kap York, hvor den traf den såkaldte "Litterære Grønlandsekspedition" under Mylius-Erichsen, derpå stod "Gjøa" ind i Lancaster Sund, hvor ekspeditionen anløb Beechey Island, der viste sig ikke at være nogen ø, men sydvestenden af North Devon. Her findes gravene for de døde fra Franklin-ekspeditionen og et Franklin-monument. Herfra stod "Gjøa" ned gennem Peel Sund, og da isforholdene var gode, kunne skibet fortsætte ned langs vestkysten af Boothia halvøen til sydøstenden af Kong William’s Land, hvor der overvintredes i "Gjøa-Havn", og hvor der anstilledes magnetiske observationer. I foråret 1904 nåede Amundsen på en slæderejse den magnetiske pol på vestkysten af Boothia, men måtte snart vende om, da det viste sig, at eskimoerne havde plyndret et udlagt depot. Premierløjtnant Godfred Hansen udlagde samme år i august måned på en bådeekspedition depoter til brug for næste forårs store slæderejse mod nordvest, på hvilken det lykkedes ham at kortlægge Victoria Islands østkyst, som blev kaldt Kong Haakon VII’s Kyst (fra 69–72°), foruden at der opdagedes en mængde øer i farvandet mellem Kong William’s Land og Victoria Island, 13. august 1905 forlod "Gjøa" vinterkvarteret, og hjulpet af heldige isforhold sejlede skibet nu gennem de smalle sunde langs Nordamerikas kyst ind i Beauforthavet nord for Canada og Alaska, men forinden det helt kunne gennemfare Nordvestpassagen, måtte det – for tredje gang – overvintre ved King Point i nærheden af Herschel-øen sammen med en del hvalfangere, der var blevne overraskede af isen. Amundsen gjorde herfra en slæderejse til civiliserede egne ved Yukonfloden i Alaska, hvorfra meddelelse gaves til verden om den heldige gennemfart af Nordvestpassagen. Efter 10 måneders overvintring kunne "Gjøa" forlade Herschel-øen og stod nu gennem Beringstrædet syd på.
Den 19. oktober 1906 nåede skibet San Francisco. Nordvestpassagen var gennemsejlet, men uden praktisk betydning. Sverdrup’s og Amundsen’s ekspeditioner havde i høj grad bidraget til udforskningen af polarområdet nord for det amerikanske kontinent, men endnu var der store områder uudforskede; dette gjaldt således særlig Beauforthavet og farvandet nord for Beringstrædet mellem Parry-øerne og Wrangel-øen. Det store spørgsmål var, om der her fandtes større landområder eller ikke.
Englænderen A. H. Harrison, som 1905 traf "Gjøa"-ekspeditionen ved Kap Herschel, foretog 1906 en udflugt til Banks Land med en hvalfanger, for derfra at undersøge Beauforthavet, hvor han antog der var store landområder, men han måtte vende om af mangel på proviant uden at kunne begynde undersøgelserne.

### Ejnar Mikkelsens ekspedition
Danskeren Ejnar Mikkelsen, som havde deltaget i Amdrup-ekspeditionen til Grønlands østkyst og været på Franz Josefs Land med den Baldwin-Ziegler’ske ekspedition, ville fra Banks Land gå ud over Ishavet for at se at finde det land, nord for Beringstrædet, som han mente måtte være der. Med "Duchess of Bedford", et lille sejlskib, gik han sammen med Leffingwell og 6 mand i maj 1906 ud fra San Francisco og op gennem, Beringsstrædet; men på grund af dårlige isforhold nåede han ikke så langt øst på, som han ønskede, og han overvintrede i nærheden af Flaxman Island. Herfra foretog han nu med Leffingwell og Storkersen en slæderejse ud over isen i nordlig retning uden at finde land, og idet han konstaterede, at der endnu nord for 72° n. br. var så dybt vand, at loddet ikke fandt bund. Under store vanskeligheder, navnlig forårsaget ved isdrift, kæmpede ekspeditionen for at vende tilbage til udgangspunktet, hvor den ankom efter 60 dages fravær. Den kontinentale banke (the Continental Shelf) viste sig at ligge nær ved Nordamerikas kyst, og i det hele taget tydede intet på, at der var store landområder i Beauforthavet. Mikkelsen tiltrådte hjemrejsen i oktober 1907 over Alaska, mens Leffingwell blev ved ishavskysten for at fortsætte sine studier der nogle år. Ekspeditionens etnograf Vilhjálmur Stefánsson trak sig efter overvintringen tilbage fra ekspeditionen og foretog der efter etnografiske undersøgelser blandt eskimoerne på nordkysten af Canada. 1908–1912 udsendtes han, ledsaget af dr. R. Anderson, af det amerikanske Museum of Natural History og Canadas geologiske undersøgelse til polarkysten mellem Alaska, Coronation Golf og Victoria Land med mere. Ekspeditionsmedlemmerne levede i fremtrædende grad af, hvad de personlig kunne nedlægge af hav- og landdyr; men man havde dog eskimoer som hjælpere. Stefánsson hjembragte efterretning om »de hvide eskimoer« på Victoria Land, som skulle ligne skandinaver.

### Berniers ekspeditioner
Den canadiske regering gjorde i disse åringer betydelige anstrengelser for at udvide sit landområde til øerne i Polarhavet nord for fastlandet. 1906–07 og 1908–09 blev således kaptajn I. E. Bernier med "Arctic" (tidligere "Gauss" fra den tyske sydpolsekspedition) og med en stab af videnskabsmænd sendt til disse egne, hvor ham har plantet det engelske flag på en stor del af øerne. Første vinter tilbragte skibet på den atlantiske side af Baffin Land, og 1908 trængte Bernier fra Davisstrædet og efter at have anløbet Etah i Smith Sund for at aflevere forråd til dr. Cook helt vest på til Melville-øen, hjulpet af særlig gunstige isforhold. Her overvintrede han i Parry’s vinterhavn fra 1820. Foråret 1909 udgik slædeekspeditioner til Banks Land. Efter 11 måneders ophold forlodes Melville-øen den 12. august 1909, og den 5. oktober kom "Arctic" velbeholden tilbage til Quebec. Efter al sandsynlighed kunde kaptajn Bernier have gennemsejlet »Nordvestpassagen«, om han havde haft frie hænder. Isforholdene var nemlig så gode, som det næsten aldrig sker. I juni måned 1910 tiltrådte Bernier en ny polarfart for at plante det engelske flag og manifestere Canadas overhøjhedsret over de øvrige øer i det amerikanske polararkipelag. Det var hans hensigt samtidig at gennemsejle Nordvestpassagen med "Arctic", men han vendte hjem 1911, uden at det var lykkedes for ham. I 1912–13 var han blandt andet på Baffin Land, som dr. Fr. Boas havde besøgt 1883–1884, ornitologen B. Hantzch 1909–12, og hvis sydlige indre del den engelske sømandsmissionær J. Bilby angiver at være optaget af 3 store søer (1923). Ved Cumberland Sund havde britiske missionærer i over en menneskealder boet blandt eskimoer og bragt meddelelser om dem.

### Canadiske ekspeditioner
Som en udløber af ekspeditionerne i forbindelse med Nordvestpassagen må nævnes den canadiske polarekspedition 1913–1918 under Vilhjálmur Stefánsson, som blev gennemført uden benyttelse af eskimoer, på omfattende slæderejser med hunde ud over Beauforthavet, nord for Alaska og til ø-områderne mellem Banks-Land og Ellesmere-Land, hvor der gjordes flere opdagelser af øer. Man ernærede sig af sæler, rensdyr og moskusokser. På mange af øerne fandtes kul, som kunne benyttes til brændsel. Stefánsson udtalte:
"Vi har godtgjort, at mennesker, uden hjælp af sådanne hjælpemidler som fx aeroplanet, men alene afhængige af geværer og andre ting, som let kan skaffes frem på en eller to slæder – kan rejse i det arktiske område (når undtages Grønlands indre), uden at medføre proviant, ja, de kan gøre det ikke blot i fuldkommen sikkerhed, men også bekvemt. – – – Vi har godtgjort, at antallet af sæler og den lethed, hvormed de kan erholdes, ikke står i noget absolut afhængighedsforhold til breddegrad, havdybde eller afstand fra land".
Den canadiske regering, som lagde vægt på, at alt land nord for Canada blev statens, betalte alle udgifterne ved ekspeditionen, hvis videnskabelige stab bestod af 15 mand, hvoraf flere havde deltaget i andre polarekspeditioner. Ekspeditionen havde dertil 3 mindre skibe, som dels skulle benyttes til oceanografiske undersøgelser, dels gøre tjeneste for de to hovedafdelinger, som skulle operere: dr. R. Anderson (Stefánsson’s tidligere ledsager) skulle lede en gruppe, der foretog undersøgelser langs polarkysten til Coronation Golf forbi de store flodmundinger; han ledsagedes blandt andet af danskeren Fritz Johansen som zoolog og botaniker. Ekspeditionen udførte sit arbejde fra 1913–16. Skibet "Karluk", som havde Peary’s gamle ledsager kaptajn Bartlett til chef, gik ud i Beaufort Havet, kom i drift og skruedes ned i isen nordøst for Wrangel øen, og kaptajn Bartlett nåede herfra den sibiriske kyst; men 11 mand af 25 omkom. Hovedopgaven havde Stefánsson forbeholdt sig selv, og det blev meget betydelige resultater, han og hans fæller hjembragte. Marts 1914 brød han op fra Martin Point på 143° v. l. med 1 slæde og 6 hunde og kun medtagende proviant for 14 dage, hvilket hans omgivelser fandt var galskab. Han ledsagedes et kort stykke på vej, men da han ikke snart igen kom tilbage, anså man ham og hans ledsagere for omkomne, og der blev ikke af næstkommanderende, dr. R. Anderson’ udsendt skibe til Banks Lands nordvesthjørne, hvor Stefánsson havde sat det stævne. Denne og hans ledsagere: nordmændene Storker Storkerson og Ole Andreasen, drog imidlertid mod nord ud over isen, ernærende sig af sælfangst, og nåede 74° n. br. Strømmen var stadig imod og vejret blev mildere. Man bøjede nu i østlig retning, og efter 96 dages rejse landede man ved Banks Lands nordvesthjørne, hvor man altså ikke fandt det skib, som var beordret til at være der. Man ernærede sig ved jagt på rensdyr, thi moskusokserne, som Mac Clure havde truffet på øen i mængde, var siden uddøde som følge af eskimoernes valfarter til Mercey Bay langvejs fra for at plyndre det dér efterladte skib Investigator, som Mac Clure havde måttet forlade, og som i øvrigt nu er forsvundet. Stefánsson’s slædeparti gik nu syd på til Kap Kellett, Banks Lands sydvesthjørne, hvor man heldigvis traf et af ekspeditionens skibe, og hvor der var oprettet en basis. Efter overvintring sammesteds foretog Stefánsson fra januar 1915 en 160 dages slæderejse med 3 ledsagere, 2 slæder og 12 hunde nord på over Prins Patrick’s ø, på hvis nordside han 19. juni fandt en meddelelse, skrevet af Mac Clintock på samme dato 1853. De drog videre og opdagede en ny stor ø "First Land" (siden kaldet "Borden ø") nordøst for Prins Patricks ø, hvor efter de vendte tilbage og tilbragte vinteren 1915–16 på Kap Kellett. 1916 foretoges en lignende slæderejse i samme retning som året forud; de opdagede atter en ø: "Second Land" ("Meighen ø"), mellem Kap Isachsen og Axel Heibergs Land, konstaterede dernæst, at Findlay øen var en øgruppe ("Kong Christian’s Land" m. m.), hvorpå de opdagede "Third Land" ("Longheed ø"), vest for Findlay øgruppen. Vinteren 1916–17 tilbragte de på Melville øens sydside sammen med et slædeparti, som var kommet dem i møde. De var nu i alt 12 mand, som alle opretholdt livet ved jagt og fangst. 1917 gjordes en slæderejse til »First Land« og derfra over isen til 80° 30′ og 113° v. l. I august var de tilbage ved Kap Kellett, og i slutningen af måneden forlod de dette sted med skib i den tro, at ekspeditionen nu var sluttet; men man blev nødsaget til at overvintre på Alaskas nordkyst, og Stefánsson besluttede at gøre et nyt fremstød ud over Beauforthavet; men han blev syg af tyfus ved Kap Herschel, og det blev nu Storkersen, som drog ud 1918 omtrent ad samme rute som tidligere Einar Mikkelsen, hvem han havde ledsaget. Han nåede 74° og 151° ø. l. efter at have drevet på en isflage. Han passerede stedet, hvor »Keenan ø« skulle ligge, men den fandtes ikke. I Beauforthavet måltes dybder indtil 4700 m. Efter 6 måneders drift og efter en fraværelse af 8 måneder nåedes tilbage til land den 6. november.

### Senere ekspeditioner
1921 udsendte Stefánsson en ekspedition til Wrangel øen under Allan Crawford. En hjælpeekspedition, udsendt 1922, konstaterede, at ekspeditionen var forulykket. 1923–24 overvintrede en canadisk ekspedition på øen.
Den første krydsning fra vest til øst var med skonnerten "St. Roch" i 1940 under kaptajn Henry Larsen. Med samme skib var Larsen også den første til at tage sig igennem passagen på en enkelt årstid (1944).

## Fremtidig betydning
Sommeren 2000 drog flere skibe nytte af den tyndere sommeris i passagen og kom igennem.
Det er muligt, at global opvarmning vil gøre passagen farbar i størstedelen af året, hvilket vil gøre passagen velegnet som shippingrute. Skibe, som skal fra Asien til Europa, sparer 4.000 km ved at benytte passagen i stedet for de hidtidige shippingruter gennem Panamakanalen.
Passagen har givet anledning til en uenighed mellem Canada og USA. USA ser passagen som et internationalt farvand, mens Canada mener, at det er canadisk område. Skibe, som vil sejle gennem passagen, skal i dag have tilladelse fra canadiske myndigheder.